# Desmopuntius pentazona
Desmopuntius pentazona, vaak ook vijfstreepbarbeel genoemd, is een straalvinnige vissensoort uit de familie van de eigenlijke karpers (Cyprinidae). De wetenschappelijke naam van de soort is voor het eerst geldig gepubliceerd in 1894 door Boulenger.
Oorspronkelijk komt de soort voor in Zuidoost-Azië en dan voornamelijk in Cambodja, Indonesië, Maleisië, Singapore en Vietnam. De vijfstreepbarbeel heeft een oranje lichaam en als kenmerk de vijf zwarte strepen die over het lichaam lopen. Het karakter van de Desmopuntius pentazona is in tegenstelling tot andere barbelen erg rustig. Het is een scholenvis die niet houdt van drukke vissen in zijn omgeving. De Desmopuntius pentazona is een populaire aquariumvis die bij voorkeur gehouden dient te worden in aquaria van minimaal 60 centimeter. De soort wordt gemiddeld vijf centimeter lang en wordt vier jaar oud.